# Heiner Backhaus
Heiner Backhaus (* 4. Februar 1982 in Witten) ist ein ehemaliger deutscher Fußballspieler und heutiger -trainer. Er ist seit der Saison 2025/26 Cheftrainer von Eintracht Braunschweig.

## Spielerkarriere
Backhaus feierte sein Debüt im Profifußball für Hannover 96, als er am 12. August 2001 beim 1:1-Unentschieden gegen die SpVgg Unterhaching in der 61. Spielminute für Nebojša Krupniković eingewechselt wurde. Es blieb sein einziges Spiel in der zweiten Liga für den Verein. Über den Ligakonkurrenten 1. FC Union Berlin und AEK Larnaka kam er zur Oberligamannschaft von Borussia Mönchengladbach.
Während der Saison 2004/05 wechselte Backhaus als Amateur von Borussia Mönchengladbach zu Arminia Bielefeld, wo er zeitweise auch dem Profikader angehörte, jedoch nicht zum Einsatz kam. Zu Beginn der Rückrunde 2005/06 wechselte der Mittelfeldspieler ablösefrei zum Zweitligisten Kickers Offenbach.
Zur Saison 2007/08 wechselte Backhaus nach Malta zum FC Valletta, wo er maßgeblich dazu beitrug, dass die Mannschaft mit der maltesischen Meisterschaft den ersten Titel seit 2001 gewinnen konnte. Nach einer Saison verließ er den Klub wieder und wechselte zu Kitchee SC aus Hongkong. Zur Winterpause 2008/09 kehrte Backhaus nach Deutschland zurück und schloss sich dem Regionalligisten FC Sachsen Leipzig an. Im Juli 2009 wechselte er zu Olympiakos Nikosia, verließ den Verein jedoch nach einer Saison wieder und spielte von nun an für APOP Kinyras Peyias. Zum 1. Januar 2011 wechselte Backhaus zum 1. FC Lokomotive Leipzig. Nach einer langwierigen Verletzung wurde sein Vertrag jedoch bereits im April wieder auflöst. Von August 2011 bis Dezember 2011 stand Heiner Backhaus beim NRW-Ligisten Westfalia Herne unter Vertrag, kam aber nur zu drei Einsätzen. Von März 2012 bis zur Sommerpause 2012 spielte er für den unterklassigen SV Fortuna Leipzig 02. Im Sommer 2012 wechselte Backhaus wieder nach Malta. Diesmal schloss er sich Rabat Ajax FC an. Dort wurde sein Vertrag jedoch Ende November 2012 aufgelöst.

## Trainerkarriere
Seit der Saison 2014/15 war Backhaus Trainer des neugegründeten Vereins Inter Leipzig, der nach Übernahme der Mannschaft und des Startplatzes des SV See in der Sachsenliga startete. Mit den Leipzigern schaffte Backhaus 2015 den Aufstieg in die Oberliga. 2019 verließ er den Klub und übernahm das Traineramt beim Regionalligisten BSV Schwarz-Weiß Rehden. Der Verein spielte unter ihm die erfolgreichste Hinrunde der Vereinsgeschichte. Anfang 2020 wurde er vom abstiegsgefährdeten Drittligisten SG Sonnenhof Großaspach verpflichtet. Während Backhaus vereinsseitig als neuer Trainer vorgestellt wurde, wurde Mike Sadlo, der im Gegensatz zu Backhaus im Besitz der notwendigen Fußballlehrerlizenz ist, als Cheftrainer geführt. Beide sollten nach Vereinsangaben aber „als echtes Team antreten“. Bereits nach drei Rückrundenspielen, in denen nur ein Punktgewinn beim 1. FC Kaiserslautern gelang und zu Hause gegen die Würzburger Kickers mit 0:6 verloren wurde, eine Partie, die nach Vereinsdarstellung „das Verhältnis zwischen Mannschaft und Trainer nachhaltig gestört“ hat, wurden Sadlo und Backhaus am 12. Februar 2020 wieder freigestellt.
Zur Saison 2020/21 übernahm Backhaus den Trainerposten beim Südwest-Regionalligisten TuS Rot-Weiß Koblenz, der in der Vorsaison sieglos geblieben war, durch den Saisonabbruch in Folge der COVID-19-Pandemie wurde die Abstiegsregelung allerdings ausgesetzt. Im März 2021 wurde die Vertragsverlängerung bis 2023 verkündet. Durch einen 3:0-Sieg über die FV Morbach gelang am 15. September 2021 der Gewinn des Rheinlandpokals. Zur Saison 2021/22 wurde die Fußballabteilung in den eigenständigen FC Rot-Weiß Koblenz ausgegliedert.
Am 22. Mai 2022 wurde Backhaus als neuer Cheftrainer der Sportfreunde Lotte für die Oberligasaison 2022/23 vorgestellt. Nach der zeitgleich erfolgten Trennung des BFC Dynamo von seinem bisherigen Trainer Christian Benbennek sagte Backhaus den Sportfreunden jedoch ab und heuerte beim Meister der Regionalliga Nordost 2021/22 an. Anfang September 2023 wurde Backhaus vom BFC Dynamo wegen des Vorwurfs des „vereinsschädigendem Verhaltens“ freigestellt, Hintergrund soll Backhaus’ Interesse an einem Wechsel zu Alemannia Aachen gewesen sein.
Ab dem 6. September 2023 war Backhaus Trainer von Alemannia Aachen. Dazu ein Zitat von Backhaus: „Ich habe in Aachen den schlechtesten Vertrag meines Lebens unterschrieben, aber dafür erlebe ich hier die geilste Zeit meines Lebens.“ Mit Alemannia Aachen gelang ihm am Ende der Saison 2023/24 der Aufstieg in die 3. Liga und somit die Rückkehr der Aachener in den Profifußball. Zudem wurde im Mai desselben Jahres mit dem Gewinn des Mittelrheinpokals die Qualifikation für die Hauptrunde im DFB-Pokal der folgenden Saison erreicht. In der Saison 2024/25 gelang auf dem 12. Platz der Klassenerhalt.
Zur Saison 2025/26 wechselte Backhaus zum Zweitligisten Eintracht Braunschweig. Er unterschrieb einen Vertrag bis zum 30. Juni 2027.

## Titel
Als Spieler
- Deutscher Zweitligameister und Aufstieg in die Bundesliga: 2002 (Hannover 96)
- Maltesischer Meister: 2008 (FC Valletta)
- Deutscher A-Junioren-Meister: 1999 (Werder Bremen)

Als Trainer
- Meister der Regionalliga West und Aufstieg in die 3. Liga: 2024 (Alemannia Aachen)
- Mittelrheinpokalsieger: 2024 (Alemannia Aachen)
- Rheinlandpokalsieger: 2021 (FC Rot-Weiß Koblenz)